# زمن الأقوياء (فلم)
زمن الأقوياء  فيلم دراما مصري للمخرج أحمد ثروت  عام 1991 عن قصة الممثل والمؤلف حسني السيد  وكتب السيناريو والحوار عبد الجواد يوسف. الفيلم من بطولة حاتم ذو الفقار، فريدة سيف النصر، صبري عبدالمنعم، وتحية حافظ  وتدور الأحداث حول عابد الذي يفرض سيطرته على المدافن، ويساعده الديب في بيع جثث الموتى لطلبة كلية الطب، وهدم الأحواش لإعادة بنائها على نفقة أصحابها، وتأجير الأحواش للسكنى، دون علم أصحابها، ويتزوج عابد من لوزة، التي يحبها الديب، وعندما يدخل عابد السجن، لحيازته المخدرات، يحل محله الديب.
صدر الفيلم إلى دور العرض في 20 سبتمبر 1991.
منح موقع قاعدة بيانات الأفلام العربية «السينما.كوم» الفيلم 4.3/ 10.

## طاقم التمثيل
حاتم ذو الفقار: في دور الديب
فريدة سيف النصر: في دور لوزة
صبري عبد المنعم: في دور عابد زنفل
تحية حافظ: في دور زكية
حسني أباظة: في دور سعدون
عادل عمار: في دور مفتاح
محمد أبو حشيش: في دور سليم
سعيد رضوان: في دور أبو دومة
عادل قطب: في دور غريبة
ألفت سكر: في دور صاحبة مدفن
صفاء يسري: في دور صاحبة مدفن
محمود الحفناوي: في دور بوجي (نادل المقهى)
أشرف طلبة: في دور طلبة
رمضان العربي: في دور مطرب
برديس: في دور راقصة
بالاشتراك مع: منى فريد – ميرفت الشناوي – حسن خليفة – أسامة يوسف – خالد مصطفى – أيمن حسين – محمد السيد – رامي مختار 

## أحداث الفيلم
يموت والد الديب (حاتم ذو الفقار) ويتركه مع أمه المريضة، التي تموت أيضا ويصبح وحيداً. يعمل الديب لدى ميكانيكي ويلتقي بدافن الموتى زنفل، الذي يقنعه بالعمل في مجال المدافن، ويحسن مثواه. يصادق الديب الشاب عابد (صبري عبد المنعم) ابن زنفل، وعندما يموت المعلم زنفل، يقوم الديب وعابد بتقطيع جثة زنفل وبيعها لطلبة كلية الطب. يفرض عابد سيطرته على المدافن، بمساعدة الديب، في بيع الجثث، وهدم الأحواش لإعادة بنائها على نفقة أصحابها، والمبالغة في تكاليف البناء، وتأجير الأحواش للسكنى، دون علم أصحابها. يرافق عابد الأرملة زكية (تحية حافظ) ويمنحها حوش فخم للإقامة، بينما يتقرب الديب إلى لوزة (فريدة سيف النصر)، ابنة شقيقة الدفان أبو دومة (سعيد رضوان). يقع الديب في حب لوزة ويطلبها للزواج، ولكن خالها يرفض، لأن الديب فقير. يطلب الديب من المعلم عابد التوسط لدى أبو دومه ليتزوج من لوزة، ولكن المعلم عابد يعجب بجمال لوزة، فيتزوجها هو، ويحاول الديب الإنتقام، ويرسل في استدعاء أبناء عمومته.
يتشاجر رجال الديب مع عابد ورجاله، وتلقي الشرطة القبض على الجميع، ويكتشف رجال الشرطة مخدرات بملابس عابد، ويقدم للمحاكمة ويسجن 5 سنوات. يفرض الديب سيطرته على المدافن، ويستولى على جميع ممتلكات المعلم عابد، ويظلم جميع العاملين في مجال المدافن، الذين تكالبوا عليه بزعامة أبو دومه، لتلفيق قضية سلاح له، ولكن الديب يبلغ الشرطة، فيتم القبض على أبو دومة، لتصبح لوزة وحيدة. يحاول الديب تطليق لوزة من زوجها عابد المسجون، ولكنها ترفض، ويحتال الذيب على لوزة حتى يحصل منها على توكيل يستغله في طلاقها، ولكن لوزة تستمر في رفض الزواج من الديب. يقيم الديب علاقة مع الأرملة زكية، عشيقة عابد السابقة، وتحمل زكية ويسارع الديب بالزواج منها، ويتوقف عن ظلم الناس، ويعيد الحقوق لأصحابها، خصوصاً لوزة. يتزامن ولادة ابن الديب، مع خروج المعلم عابد من السجن، الذي يقرر الإنتقام من الديب بقتله، ولكن الأخير يقرر التخلص من عابد أولاً، حتى يعيش مولوده في آمان، ولكن المعلم عابد، يقرر الصفح عن الديب، عندما يعلم أنه أطلق اسم عابد على مولوده، ويقرر الزواج من لوزة مرة أخرى، لإنجاب ولد يسميه الديب.

## وصلات خارجية
- مقالات تستعمل روابط فنية بلا صلة مع ويكي بيانات
- زمن الأقوياء على موقع الدهليز
- زمن الأقوياء على موقع كاروهات